# 河井真也
河井 真也（かわい しんや、別名：河井信哉、1958年12月10日 - ）は、日本の映画プロデューサー。大阪府生まれ奈良県奈良市出身。慶應義塾大学法学部卒業。

## 人物
元フジテレビジョン社員でヒットメイカー。『私をスキーに連れてって』『彼女が水着にきがえたら』『波の数だけ抱きしめて』『Love Letter』『スワロウテイル』『らせん』『リング』『手紙』『愛のむきだし』など数々の話題映画をプロデュース。
『函館港イルミナシオン映画祭シナリオ大賞』審査員。『SKIPシティ国際Dシネマ映画祭』（2012年）長編部門審査委員長。『AIYFFアジア国際青少年映画祭』（韓国・中国・日本）審査員・芸術監督。

## 来歴
大阪府生まれ奈良県奈良市出身。奈良県立奈良高等学校、慶應義塾大学法学部を卒業。
スタイリスト／ファッション・コーディネーターである河井真奈の実妹、ゲームアナリストの平林久和の義兄。映画俳優、映画監督をはじめ、数多くの著名人と交流がある。
1981年（昭和56年）フジテレビジョンに入社。『南極物語』で製作デスク。『チ・ン・ピ・ラ』『そろばんずく』などで製作補。1987年（昭和62年）『私をスキーに連れてって』でプロデューサーデビューし、ホイチョイムービー3部作『彼女が水着にきがえたら』『波の数だけ抱きしめて』をプロデュース。
1987年（昭和62年）12月に邦画と洋画を交互に公開する劇場「シネスイッチ銀座」を設立する。『木村家の人びと』をスタートに『誘惑者』など7本の邦画の製作と『ニュー・シネマ・パラダイス』などの単館ヒット作を送り出す。
また、自らの体験談を映画化した『病院へ行こう』『病は気から〜病院へ行こう2』を製作。岩井俊二監督の深夜ドラマを見たのをきっかけに映画の企画を持ちかけ、長編デビュー映画『Love Letter』以後『スワロウテイル』などをプロデュースする。
『スワロウテイル』で藤本賞特別賞、『リング』などで日本映画テレビプロデューサー協会プロデューサー賞など多数。
『リング』『らせん』などのメジャー作品から、カンヌ国際映画祭コンペティション部門監督賞を受賞したエドワード・ヤン監督の『ヤンヤン 夏の想い出』（日本・台湾・韓国合作）、短編プロジェクトの『Jam Films』シリーズをはじめ、数多くの映画を手がける。
他に、日韓共同製作『力道山』、ベルリン国際映画祭カリガリ賞・国際批評家連盟賞を受賞した園子温監督の『愛のむきだし』や、ドキュメンタリー映画『SOUL RED 松田優作』などがある。
2019年（平成31年）フジテレビを退職。同年、（株）日本映画放送転籍。十文字女子大学社会情報デザイン学部非常勤講師、武蔵野美術大学映像学科客員教授など歴任。
『函館港イルミナシオン映画祭』シナリオ大賞審査員（2002年～）、『SKIPシティ国際Dシネマ映画祭』長編部門審査委員長（2012年）、『AIYFFアジア国際青少年映画祭』（韓国・中国・日本）審査員・芸術監督（日本開催／2018年～）『第17回札幌国際短編映画祭国際審査員』、『奈良光明寺子屋映画塾長』『石川県観光特使』等行っている。
『ショートフィルムコンソーシアム理事長』（財団法人デジタルコンテンツ協会）、『経済産業省（通商産業省）映画活性化委員会委員』、『東京国際映画祭アドバイザー、モデレーター』など多数歴任。

## 主なプロデュース作品
- 『私をスキーに連れてって』（1987年）
- 『はいからさんが通る』（1987年）
- 『木村家の人びと』（1988年）
- 『孔雀王』（1988年）
- 『スケバン刑事 風間三姉妹の逆襲』（1988年）
- 『誘惑者』（1989年）
- 『夢の祭り』（1989年）
- 『彼女が水着にきがえたら』（1989年）
- 『ジュリエット・ゲーム』（1989年）
- 『マドンナのごとく』（1990年）
- 『病院へ行こう』（1990年）
- 『タスマニア物語』（1990年）
- 『新・同棲時代』（1991年）
- 『波の数だけ抱きしめて』（1991年）
- 『ストロベリーロード』（1991年）
- 『病は気から 病院へ行こう!2』（1992年）
- 『パ★テ★オ』（1992年）
- 『七人のおたく』（1992年）
- 『きらきらひかる』（1992年）
- 『眠らない街 新宿鮫』（1993年）
- 『水の旅人』（1993年）
- 『河童』（1994年）
- 『【es】 Mr.Children in FILM』（1995年）
- 『Love Letter』（1995年）
- 『円都 YEN TOWN』（1996年・OV）
- 『スワロウテイル』（1996年）
- 『ACRI』（1996年）
- 『LieLieLie』（1997年）
- 『BEAT』（1998年）
- 『らせん』（1998年）
- 『リング』（1998年）
- 『千年旅人』（1999年）
- 『異邦人たち』（2000年）
- 『ヤンヤン 夏の想い出』（2000年）
- 『アナザヘヴン』（2000年）
- 『アナザヘヴン〜eclipse〜』（2000年・TVシリーズ）
- 『荒神』（2002年）
- 『2LDK』（2002年）
- 『Jam Films（ジャム フィルムズ）』（2002年）
- 『Movie Box-ing ムービーボクシング』（2003年）
- 『Jam Films 2』（2003年）
- 『スカイハイ』（2003・TVシリーズ）
- 『スカイハイ [劇場版]』（2003年）
- 『力道山』（2004年）
- 『Jam Films S（エス）』（2004年）
- 『ウォーターズ』（2005年）
- 『初恋』（2005年）
- 『female フィーメイル』（2005年）
- 『手紙』（2006年）
- 『地下鉄に乗って』（2006年）
- 『バックダンサーズ!』（2006年）
- 『キャッチ ア ウェーブ』（2006年）
- 『鎧 サムライゾンビ』（2008年）
- 『愛のむきだし』（2008年）
- 『ぼくたちと駐在さんの700日戦争』（2008年）
- 『ブルー・パシフィック・ストーリーズ』（2009年）
- 『SOUL RED 松田優作』（2009年）
- 『非女子図鑑』（2009年）
- 『華鬼～三部作』（2009年）
- 『自宅警備員と家事妖精』（2021年）